# Choi Min-ho (Badminton)
Choi Min-ho (koreanisch 최민호; * 27. Juni 1980) ist ein südkoreanischer Badmintonspieler und -trainer.

## Karriere
Choi Min-ho gewann bei der Badminton-Juniorenweltmeisterschaft 1998 Silber im Mixed und Bronze im Herrendoppel. 1998 siegte er in diesen Disziplinen bei den Sri Lanka International. Im Jahr zuvor hatte er bereits die Korea International im Doppel gewonnen.